# Sacrilege
Sacrilege war eine englische Band, die im Jahr 1984 in Birmingham gegründet und 1990 wieder aufgelöst wurde. Die Band war anfangs eher dem Crustcore zuzuordnen, später dem Thrash Metal und gegen Ende ihrer Karriere dem Epic Doom.

## Geschichte
Vor der Gründung der Band, gründeten Gitarrist Damian Thompson und Schlagzeuger Andy Baker die Crustcore-Band Warwound. Im Jahr 1983 traten sie der Band The Varukers bei. Damian Thompson verließ diese Band im Jahr 1984, um die Band Sacrilege zu gründen. In den folgenden beiden Jahren nahm die Band zwei Demos auf, die dem Crustcore zuzuordnen waren. 
Nachdem Schlagzeuger Pickering im Jahr 1985 durch Andrew Baker ersetzt wurde, nahm die Band ihr erstes Album namens Behind the Realms of Madness im Juli auf. Das Album wurde über Children of the Revolution Records, ein Label aus Bristol, veröffentlicht. Von dem Album wurden 7000 Kopien verkauft. Als zweiter Gitarrist kam Mitch Dickinson zur Band. Er spielte nie live mit der Band und trat kurz darauf der Hardcore-Band Heresy bei. Währenddessen erhielt die Band kurzzeitig einen Vertrag bei FM Revolver Records, bei dem sie jedoch nie ein Album aufnahmen.
Im August und Juli 1986 nahm die Band zwei weitere Demos auf. Sieben Lieder davon erschienen später auf dem Album Within the Prophecy, das im Januar 1987 in den Rich Bitch Studios in Birmingham mit Rob Bruce und Produzent Mike Ivory aufgenommen wurde. Das Album wurde im selben Jahr über Under One Flag Records, eine Tochtergesellschaft von Music for Nations, veröffentlicht. Das Album war dem Thrash Metal zuzuordnen. Während der Aufnahmen wurde Bassist Tony May durch Paul Morrisey ersetzt und Rhythmus-Gitarrist Frank Healey trat der Band bei. Gegen Ende des Jahres wurde Schlagzeuger Andy Baker durch Paul Brookes ersetzt.
Danach wurde Brookes durch Spikey T. Smith ersetzt und Healey übernahm nun den Bass nach dem Ausstieg von Morrisey. Zusammen nahmen sie das nächste Album namens Turn Back Trilobite, das im April 1989 über Under One Flag Records veröffentlicht wurde. Stilistisch bewegte sich die Band mehr vom Thrash Metal weg und hin zum Doom Metal. Im Jahr 1990 löste sich die Band auf.
Nach der Auflösung traten Healey und Baker Cerebral Fix bei, wobei Healey später bei Benediction und Baker bei einer frühen Version von Cathedral spielte. Brookes spielte ebenfalls bei Benediction und ab 1999 bei Marshall Law. Cerebral Fix coverte das Lied The Closing Irony auf dem Album Tower of Spite aus dem Jahr 1990, wobei das Lied dort den Namen Closing Irony trug.

## Stil
Die Band bewegte sich von aggressivem Crustcore, über komplexer werdenden Thrash Metal bis hin zu Epic Doom, den sie gegen Ende ihrer Karriere spielten. Auf den ersten Demos tendierte die Band stärker zum Hardcore-Punk, mit den späteren Demos kam der Metal-Einfluss stärker hervor. Yosuke „Insulter“ Konishi von Nuclear War Now! Productions weist auf die Ursprünge Sacrileges in der britischen Hardcore-Szene der mittleren 1980er hin und beschreibt ihre Musik als Mischung damaligen britischen Hardcore von Bands wie Discharge, The Varukers, Icons of Filth und Antisect in Kombination mit kraftvollem Thrash und Metal. Die Mischung habe einen hochenergischen Metal-/Hardcore-Hybriden ergeben, der sich schnell von den anderen Punk und Metal mischenden Bands der Zeit abgegrenzt habe. Während viele von ihnen nicht die kompositorischen Fähigkeiten oder das Talent für einprägsame Metal-Stücke gehabt hätten, sei Sacrilege gleichermaßen versiert für heftigen Thrash und schweren, treibenden Metal gewesen. Sacrilege habe episches Metal-Songwriting mit Tams „versengendem“ scorching Frauengesang und der Kraft, Leidenschaft und Intensität des Hardcore-Punk verbunden.

## Diskografie
- Demo I (Demo, 1984, Eigenveröffentlichung)
- Anglican Scrape Attic (Split mit Hirax, Concrete Sox, Execute und Lip Cream, 1985, Earache Records)
- Demo II (Demo, 1985, Eigenveröffentlichung)
- Behind the Realms of Madness (Album, 1985, Children of the Revolution Records)
- Demo I/86 (Demo, 1986, Eigenveröffentlichung)
- Demo 8/86 (Demo, 1986, Eigenveröffentlichung)
- Within the Prophecy (Album, 1987, Under One Flag Records)
- Turn Back Trilobite (Album, 1989, Under One Flag Records / Metal Blade Records (USA))
- Within the Prophecy - The Demos (Kompilation, 2009, Eigenveröffentlichung)
- Time to Face the Reaper (The Demos 1984-86) (Kompilation, 2010, Absurd Records)
- Reaping the Demo(n)s (Kompilation, 2010, Xtreem Music)